# Катаві (регіон)
Катаві (суах. Mkoa wa Katavi, англ. Katavi) — один з 31 регіону Танзанії. Площа 45 843 км², за переписом на серпень 2012 року його населення становило 564 604 осіб.
Адміністративний центр регіону - місто Мпанда.

## Адміністративний поділ
Складається з трьох округів:
- Нсімбо
- Мпанда
- Млеле